# کامونیاس
کامونیاس (به اسپانیایی: Camuñas) یک شهرستان در اسپانیا است که در استان تولدو واقع شده‌است.

## خصوصیات
کامونیاس ۱۰۵ کیلومترمربع مساحت و ۱٬۸۵۶ نفر جمعیت دارد و ۶۷۴ متر بالاتر از سطح دریا واقع شده‌است.